# Holodeț, Volociîsk
Holodeț (în ucraineană Холодець) este localitatea de reședință a comunei Holodeț din raionul Volociîsk, regiunea Hmelnîțkîi, Ucraina.

## Demografie
Componența lingvistică a localității Holodeț
     Ucraineană (100%)
Conform recensământului din 2001, toată populația localității Holodeț era vorbitoare de ucraineană (100%).